# Pielęgnica skośnopręga
Pielęgnica skośnopręga (Mesonauta festivus) – gatunek słodkowodnej ryby z rodziny pielęgnicowatych (Cichlidae). Bywa hodowany w akwariach. Często tą nazwą określane są ryby innych gatunków z rodzaju Mesonauta ze względu na duże podobieństwo.

## Występowanie
Ameryka Południowa – dorzecza Amazonki, Parany i Paragwaju; na terenie państw: Brazylia, Peru, Boliwia i Paragwaj.

## Charakterystyka
Ciało silnie bocznie spłaszczone. Ubarwienie żółtoszare, przechodzące na grzbiecie w ciemnoszare. Charakterystyczny ciemny, skośny pas przebiegający od pyska do końca płetwy grzbietowej. Osiągają przeciętnie 12–15 cm, maksymalnie do 25 cm długości.
Dymorfizm płciowy: samiec większy od samicy

## Warunki w akwarium
| Zalecane warunki w akwarium | Zalecane warunki w akwarium              |
| --------------------------- | ---------------------------------------- |
| Zbiornik                    | duże, minimum 120 cm                     |
| Temperatura wody            | 22–28 °C                                 |
| Twardość wody               | 2–15°n                                   |
| Skala pH                    | 6,0–7,2                                  |
| Pokarm                      | każdy odpowiednio duży, również roślinny |

## Wymagania hodowlane
Mało agresywna, ale wymaga obszernego zbiornika, w którym wyznacza rewir na okres tarła. Może przebywać w zbiorniku wielogatunkowym, jeśli jest odpowiednio duży. W akwarium wymaga gęstej roślinności o długich liściach. Wskazane są rośliny pływające. Woda powinna być dobrze filtrowana i napowietrzana.

## Rozmnażanie
Młode wylęgają się po ok. 3 dniach. Opiekę nad potomstwem sprawują obydwoje rodzice.